# Carl Fearns
Pas d'image ? Cliquez ici

a Compétitions nationales et continentales officielles uniquement.

b Matchs officiels uniquement.
Dernière mise à jour le 27 février 2025.
Carl Fearns, né le 28 mai 1989 à Liverpool, est un joueur de rugby à XV anglais évoluant aux postes de troisième ligne centre ou de troisième ligne aile.

## Biographie
Après avoir joué près de dix années en Angleterre, il signe à Lyon à l'été 2015.
Après avoir essuyé le refus d'Eddie Jones de le faire jouer pour l'équipe d'Angleterre, il annonce en 2017 vouloir jouer pour le XV de France pour connaître le niveau international.
Début mai 2020, il annonce qu'il quitte le LOU Rugby, après 5 saisons passées dans l'effectif. Au total, il a disputé 80 matchs (dont 64 en tant que titulaire) et inscrit 14 essais (dont 8 lors de la saison 2016-2017). Il rejoint alors le Rouen Normandie rugby pour un contrat de deux saisons.

## Palmarès
- Finaliste du Championnat d'Angleterre de rugby en 2015 avec Bath Rugby.
- Vainqueur du Championnat de France de Pro D2 en 2016 avec le Lyon OU.